# Институт прикладного системного анализа
Институт прикладного системного анализа (ИПСА, укр. Інститут прикладного системного аналізу) — учебно-научный комплекс Министерства образования и науки Украины и Национальной академии наук Украины, действующий в структуре Национального технического университета Украины «Киевский политехнический институт» и имеет IV уровень аккредитации, входит в состав Отделения информатики НАН Украины. 

## История
Создан в 1997 году по постановлению Кабинета Министров Украины на базе Научно-исследовательского института прикладного системного анализа НАН Украины и Минобразования Украины и кафедры математических методов системного анализа НТУУ «КПИ». Это связано с организацией в Украине целенаправленных научных исследований, проведением и координацией научно-технической и образовательной деятельности в области прикладного системного анализа, новейших информационных технологий и компьютерных наук.
В настоящее время[когда?] в ИПСА работают: 1 действительный член и 1 член-корреспондент Национальной академии наук Украины и 2 действительных члена Академия наук высшей школы Украины, 22 доктора наук и 38 кандидатов наук. В ИПСА учатся 32 аспиранта.

## Учебные подразделения

### Факультет системных исследований (ФСИ)
Декан — д.т. н., профессор Виктор Демидович Романенко.
Факультет создан в 2007 году на базе кафедры «Математические методы системного анализа» (ММСА) и кафедры «Системы автоматизированного проектирования» (САПР), которая сменила название на кафедру «Системного проектирования» (СП).

### Кафедра математических методов системного анализа (ММСА)
Создана в 1988 году с целью интенсивного развития фундаментальных и прикладных исследований в области прикладной математики и системного анализа для подготовки специалистов и научных кадров по широкому кругу кибернетических дисциплин, методов вычислительной техники и информатики по инициативе Института кибернетики им. В. М. Глушкова. Учредитель: Юрий Львович Далецкий. Присоединена к УНК «ИПСА» в 1997 году. К этому[чему?] функционировала в НТУУ «КПИ» на факультете прикладной математики.

### Кафедра системного проектирования (СП)
Создана в 1972 году. Первой в Украине и одна из первых в СССР начала подготовку специалистов по компьютерным системам проектирования. Присоединена к УНК «ИПСА» в 2006 году. К этому[чему?] функционировала в Киевском политехническом институте на факультете электроники.

## Направления обучения
Институт проводит обучение по направлениям:
- Системный анализ
  - Системный анализ и управление
  - Системы и методы принятия решений
- Компьютерные науки
  - Системы искусственного интеллекта
  - Информационные технологии проектирования
  - Системное проектирование

## Лаборатории
Список лабораторий:
- Cisco (2007 год)[6]
- SAP (2007 год)[7]
- Melexis-KPI (2008 год)
- Samsung-KPI (2010 год)[8]
- EPAM Systems (2010 год)[9]